# Kovda
La Kovda (in russo Ковда?; conosciuto anche con i nomi di Iova, Sof'janka, Kundozerka, Kuma, Rugozerka) è un fiume della Russia europea settentrionale (oblast' di Murmansk e Repubblica Autonoma della Carelia), tributario del mar Bianco.

## Descrizione
Il fiume ha nomi diversi lungo il suo corso tra i diversi laghi attraverso i quali scorre. La sorgente del fiume si trova allo sbocco del lago Topozero, che fa parte del bacino idrico di Kumskoe, vicino al villaggio di Sofporog. La lunghezza del fiume è di 233 km, di cui la maggior parte è una catena di laghi e bacini idrici. L'area del bacino è di 26 100 km². La sezione del fiume che collega il Topozero con il Pjaozero è chiamata Sof'janka ed ha una lunghezza di 4 km. Anche il Pjaozero è compreso nel bacino idrico di Kumskoe, ed è collegato al Kundozero dal canale Kundozerka (2 km di lunghezza). All'uscita dal Kundozero, nel villaggio di Kumaporog, il fiume è bloccato dalla diga e centrale idroelettrica Kumskaja. Dopo questa, il fiume si chiama Kuma e ha una lunghezza di 12 km, prima di sfociare nel Sokolozero. Si susseguono i laghi Sušozero e il Tutozero, collegato al Kovdozero da un piccolo canale.